# Trasudando
Trasudando è il primo album degli A3 Apulia Project pubblicato nel 2008.

## Tracce
1. Filastrocche – 3:22
2. A3 – 4:01
3. Lu tamburieddrhu – 3:58
4. Vulesse addeventare ‘nu brigante – 3:30
5. Tammurriata alli uno – 2:49
6. Ninna nanna terlizzese – 3:59
7. Tarantella guappa – 3:39
8. Libertà pizzicata – 2:56
9. Passo del brigante – 4:00
10. A3 – lavori in corso – 2:35
11. Tradizione Sud – 4:03

## Formazione
- Fabio Bagnato – voce, chitarra acustica e chitarra battente
- Walter Bagnato – pianoforte e fisarmonica
- Livia Minafra – fisarmonica
- Domenico Mininni – cajón e bendir
- Nico Cipriani – basso
- Pasquale Lamparelli – voce e tamborim